# Dalstroj
Dalstroj var en organisation, der blev oprettet i 1931 af det sovjetiske NKVD (forløberen til KGB) for at lede vejbyggeri og udvinding af guld i Tsjukotka-regionen i Ruslands fjerne østen, også kendt som Kolyma. Dalstroj er det russiske akronym for Det fjerne nords anlægsselskab. Til at begynde med var det opprettet som Det statslige selskab for vejanlæg og industribygning i området Øvre Kolyma (russisk: Государственный трест по дорожному и промышленному строительству в районе Верхней Колымы — Дальстрой). Efter omorganiseringen i 1952 var det kendt som Hoveddirektoratet for lejre og anlæg i det fjerne nord (russisk: ГУ лагерей и строительства Дальнего Севера).
Dalstroj overså udviklingen og minedriften i området ved hjælp af tvangsarbejde. Gennem årene oprettede Dalstroj omkring 80 Gulag-lejre i Kolyma-regionen. Som følge af en række afgørelser udvidedes området, der var under Dalstrojs ledelse inden 1951 til tre millioner kvadratkilometer. Byen Magadan var basen for denne virksomhed.